# Tequisquiapan
Tequisquiapan (Tequixquiapan en náhuatl y Nthe en otomí) es una ciudad localizada en  México considerado como Pueblo Mágico, situado en el Estado de Querétaro y cabecera del municipio homónimo. Forma parte de la Zona Metropolitana de San Juan del Río y está a 60 km al oriente de la ciudad de Santiago de Querétaro, capital del Estado. Fue fundado en 1551 y se encuentra en una antigua zona de aguas termales. Es parte de la región del Bajío.

## Toponimia
Tequisquiapan "(lugar sobre el río de tequesquite o salitre)", su nombre proviene del náhuatl, es un topónimo aglutinado que se compone de tres palabras: Tequixquitl = salitre o tequesquite (carbonato de sosa), atl = agua, apan = lugar sobre o encima de, en otomí (Nthe).
En el año de 1656, a iniciativa de Juan Pérez Salmerón, el poblado tomó el nombre definitivo de Tequixquiapan, palabra náhuatl compuesta por las raíces Tequexquitl (Tequesquite), Atl (agua) Apan (lugar), es decir, lugar de agua y tequesquite. El nombre fue asentado en Cédula Real ante Don Francisco Gutiérrez, alcalde mayor y Lorenzo Vidal escribano de su Majestad, como lo afirma Pedro Martínez de Salazar y Pacheco.

## Clima
| Parámetros climáticos promedio de Tequisquiapan |       |      |      |      |      |      |      |      |      |      |      |      |       |
| Mes                                             | Ene   | Feb  | Mar  | Abr  | May  | Jun  | Jul  | Ago  | Sep  | Oct  | Nov  | Dic  | Anual |
| ----------------------------------------------- | ----- | ---- | ---- | ---- | ---- | ---- | ---- | ---- | ---- | ---- | ---- | ---- | ----- |
| Temperatura máxima registrada (°C)              | 31.3  | 32   | 33   | 36.8 | 42   | 37.7 | 36   | 32.4 | 32.5 | 31.3 | 31   | 30.1 | 42    |
| Temperatura diaria máxima (°C)                  | 20.7  | 24.4 | 28.5 | 33   | 36.1 | 33   | 32   | 31   | 29   | 24.2 | 22.5 | 21.6 | 28.6  |
| Temperatura diaria promedio (°C)                | 17.2  | 16.2 | 19.1 | 19.5 | 20.5 | 21.3 | 20.6 | 20.7 | 18.3 | 18.4 | 18.6 | 15.5 | 17.2  |
| Temperatura diaria mínima (°C)                  | 3.8   | 4.8  | 7.5  | 11.2 | 13.8 | 14.2 | 14   | 14   | 12.2 | 10.6 | 7.6  | 4.4  | 8.1   |
| Temperatura mínima registrada (°C)              | -11.4 | -6.1 | -2.5 | 1.8  | 5.2  | 5.5  | 4.0  | 8.1  | 4.5  | 2.3  | -5.7 | -7.0 | -11.4 |
| Precipitación total (mm)                        | 16    | 27   | 50   | 68   | 80   | 140  | 117  | 101  | 89   | 43   | 19   | 11   | 754   |
| [cita requerida]                                |       |      |      |      |      |      |      |      |      |      |      |      |       |

## Historia
Esta población fue fundada en el año 1551 por cédulas Reales de Carlos V y firmada por el Virrey de la Nueva España D. Luis de Velasco. Fue dada a conocer por el conquistador indígena Don Nicolás de San Luis Montañez el veinticuatro de julio del mismo año, acompañado de sus caudillos y capitanes D. Alonso de Guzmán, D. Alonso de Granados, D. Ángel de Villafaña y el padre D. Juan Bautista. Se congregaron al despuntar el alba los indios Chichimecas y Otomíes en el lugar señalado para la fundación; se plantó una cruz y se formó con un montón de piedras y cubierto con yerbas y flores, un altar, donde el Padre Juan Bautista celebró el santo sacrificio de la misa.
La parroquia de Santa María de la Asunción data del siglo XVII en la primera etapa, la segunda etapa se terminó en 1874, en la tercera etapa se construyó la meda naranja, que fue dirigida por el Arq. Antonio Olguín, y se terminó en 1921; dicha obra se realizó gracias a las faenas gratuitas de los hombres de Tequisquiapan.
Tequisquiapan cuenta con un decreto presidencial firmado por don Venustiano Carranza, que lo ubica como "Centro Geográfico de la República Mexicana", por eso cuenta con un monumento que rememora este hecho.
El 17 de octubre de 2012, fue declarado por la Secretaría de Turismo como el 4.º Pueblo Mágico del Estado de Querétaro y el número 61 del país.

## Transporte
La principal y actual terminal de autobuses de Tequisquiapan fue construida en 2000 a iniciativa de empresas privadas como Grupo Flecha Amarilla, Grupo Flecha Roja y Grupo Estrella Blanca.
El sistema de transporte urbano está coordinado con el municipio de San Juan del Río.

## Infraestructura
En Tequisquiapan hay 5,762 viviendas con instalaciones sanitarias, 5,832 viviendas están conectadas a la red pública y 5,959 hogares tienen instalaciones de luz eléctrica.

## Economía
Hay un total de 6,310 hogares en Tequisquiapan, de estos hogares 6,066 son casas normales o departamentos, 483 viviendas tienen piso de tierra, 498 consisten en un cuarto solo. En el marco de referencia social que integran a Tequisquiapan dentro de la economía están las industrias artesanal, ganadera, agricultora, viticultora, minera, turística y comercial son las principales actividades económicas que aquí se desarrollan.

### Comercio

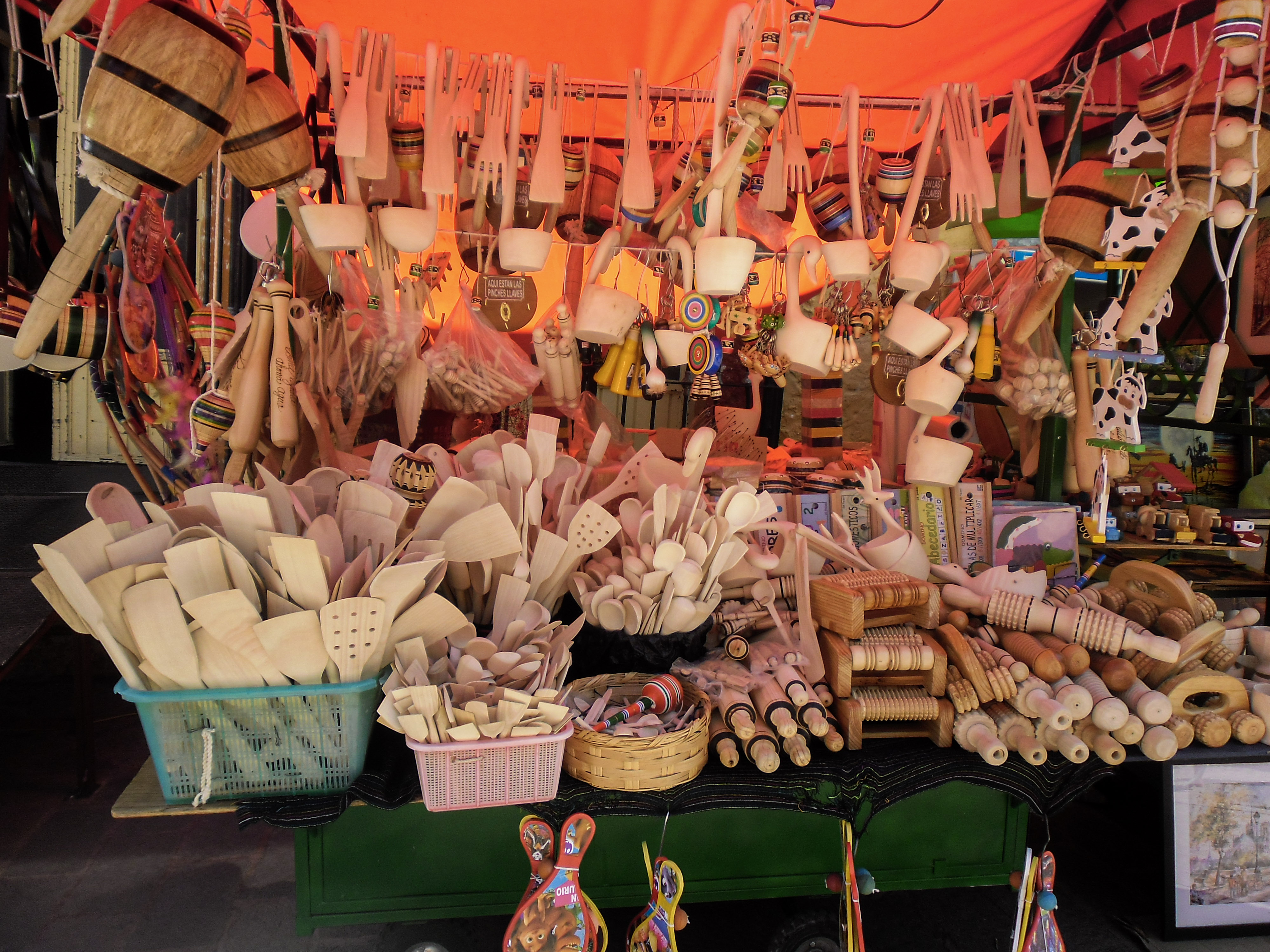
Mercado de artesanías en Tequisquiapan, Querétaro.

El comercio es parte importante de la economía de la ciudad, hay distintos rubros de comercio, no solo está el enfocado al turismo como hotelería, restaurantes, cafeterías, tiendas de artesanías, parques acuáticos y trasporte turístico, también hay comercio de la industria de la construcción y de la minería para materiales de construcción, también hay comercio especializado en telecomunicaciones, comercio de para la ganadería como forrajeras y agroquímicos y el comercio en ramo bancario y adminstrativo como papelerías, casas de cambio, paquetería y envíos internacionales y la venta inmobiliaria.

### Turismo

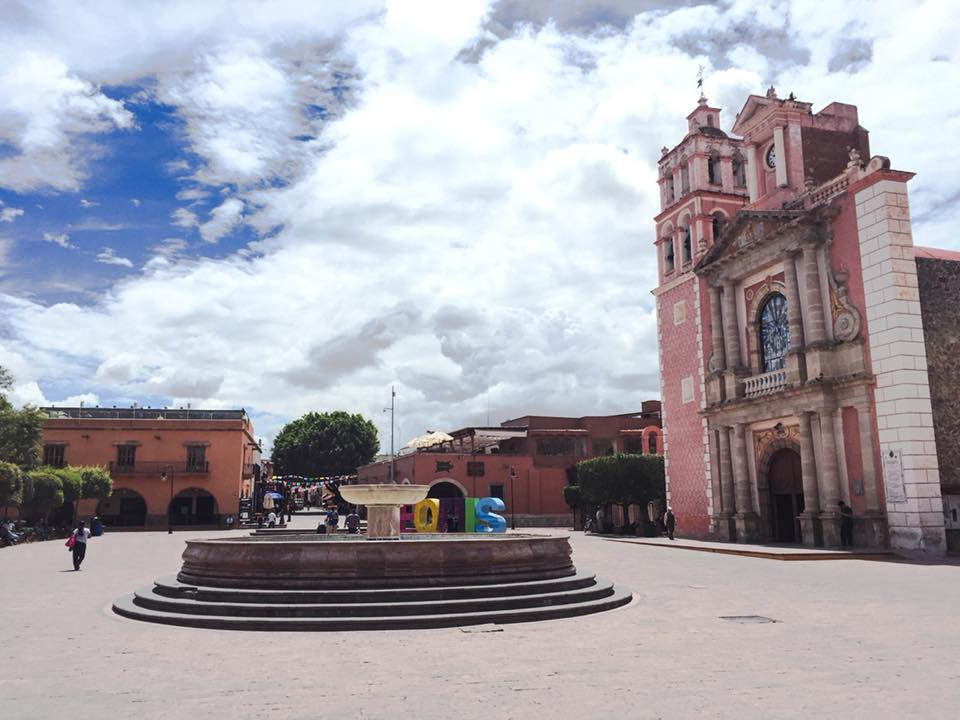
Plaza Miguel Hidalgo. Tequisquiapan, Querétaro.

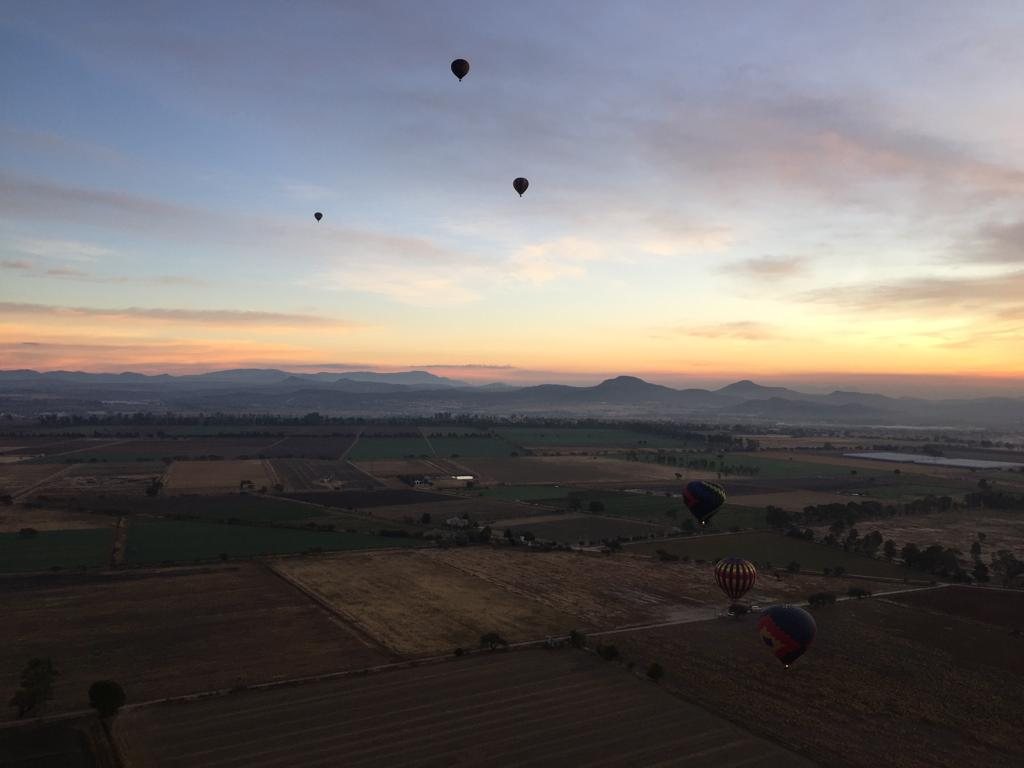
Globos aerostáticos en Tequisquiapan.

El Parque Recreativo ‘La Pila” es un lugar de esparcimiento en el municipio; mientras que el Centro Geográfico del País, llamado así por decreto presidencial de Venustiano Carranza, y las Capillas de Indios, como la Cruz Verde; Los Mejía y Santa María Magdalena; entre otras, son capaces de captar la atención de los transeúntes por su belleza arquitectónica. Otros sitios de interés turístico son la Parroquia Santa María de la Asunción, Estación Bernal, las Presas Centenario y Paso de Tablas, el Río San Juan y el Salitrillo, entre otros espacios que enmarcan Tequisquiapan.
También hay recorridos de leyendas por los hoteles y callejones del centro, ferias de barrio (los barrios son las colonias del municipio), vuelos en globos aerostáticos, recorridos guiados por las minas de ópalo de La Trinidad, y varios museos, como el del queso y el vino; el de la canasta; entre otros. Hay una gran variedad de tiendas de artesanías, galerías, cafeterías y lugares de entretenimiento local. Además, en los alrededores de la localidad abundan los balnearios con aguas termales y azufradas, perfectos para días de campo y diversión familiar.

## Demografía
Tequisquiapan alberga alrededor de 75,000 habitantes.

## Educación
La Educación Superior en sus tipos Universitaria, Tecnológica y Normal, cuenta con más de 3 instituciones públicas y privadas, entre las que destacan:
| - Universidad Autónoma de Querétaro Campus Tequisquiapan |

## Cultura

### Parroquia de Santa María de la Asunción

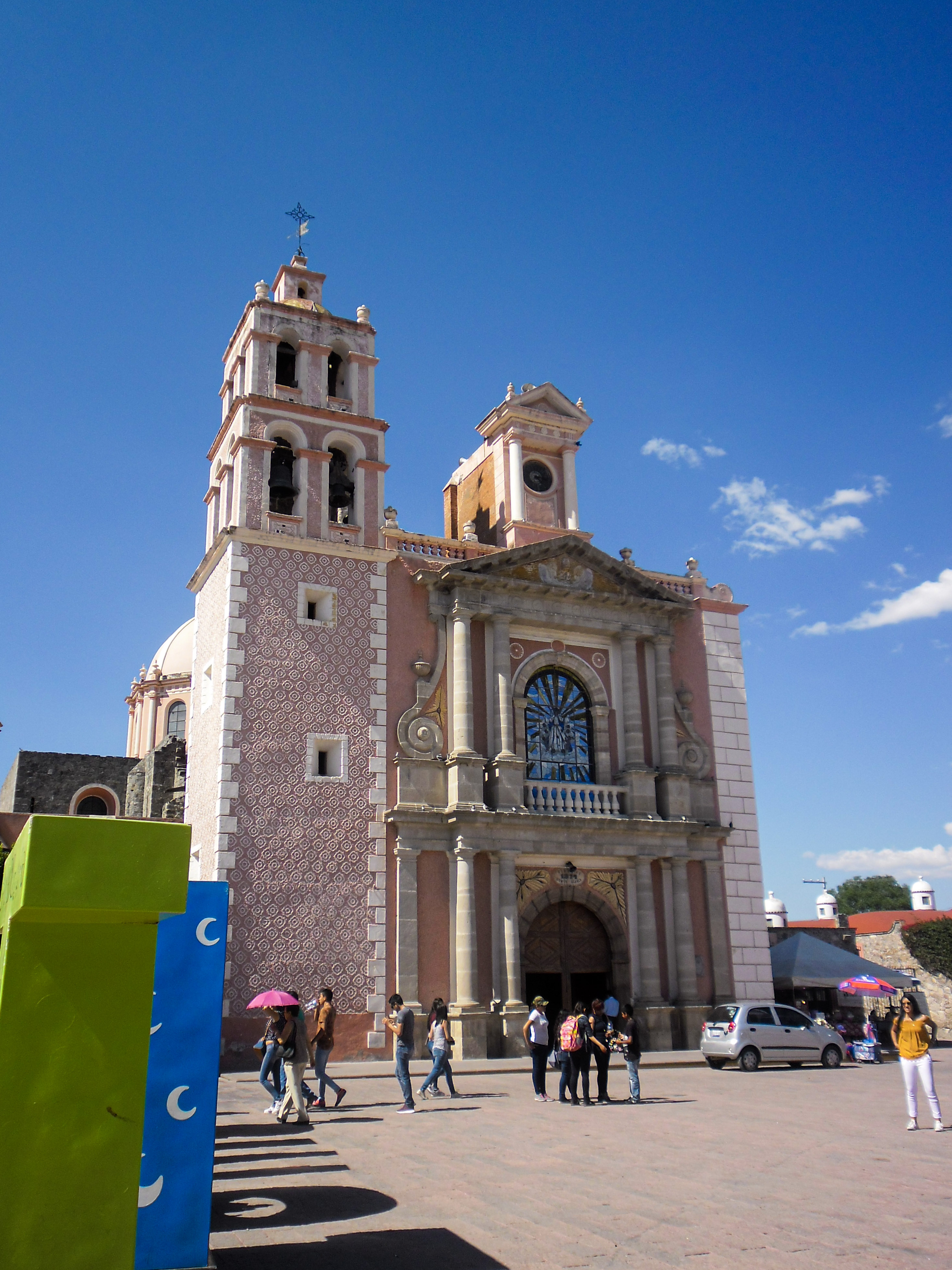
Parroquia Santa María de la Asunción, ubicada en la plaza Miguel Hidalgo. Tequisquiapan, Querétaro.

La parroquia de Santa María de la Asunción data del siglo XVII en la primera etapa, la segunda etapa se terminó en 1874, en la tercera etapa se construyó la meda naranja, que fue dirigida por el Arq. Antonio Olguín, y se terminó en 1921; dicha obra se realizó gracias a las faenas gratuitas de los hombres de Tequisquiapan.
Las fiestas Patronales de la cabecera municipal, tales como el 15 de agosto, fecha en que se venera a la Virgen de la Asunción, así como la Feria Nacional del Queso y el Vino y el resurgimiento de la Feria del Toro Bravo, han dado la pauta para que incremente tanto el turismo como la economía del lugar.

## Deportes
La ciudad cuenta con un centro deportivo para practicar basquetbol, futbol, frontenis y forma parte de un parque recreativo municipal.